# Hoggestabben
Hoggestabben är en bergstopp i Antarktis. Den ligger i Östantarktis. Norge gör anspråk på området. Toppen på Hoggestabben är 2 410 meter över havet, eller 528 meter över den omgivande terrängen. Bredden vid basen är 3,0 km.
Terrängen runt Hoggestabben är varierad.  Trakten är obefolkad. Det finns inga samhällen i närheten. 